# لیگ دسته اول فوتبال آلبانی
لیگ دسته اول فوتبال آلبانی (انگلیسی: Kategoria e Parë) دومین لیگ معتبر فوتبال در کشور آلبانی است که در سال ۱۹۳۰ بنیان‌گذاری شده و زیر نظر اتحادیه فوتبال آلبانی برگزار میشود.